# Maria (moglie di Costantino V)
Maria (in greco Μαρία?; ... – 751) è stata una donna bizantina, seconda moglie e imperatrice consorte di Costantino V.

## Biografia
Costantino era diventato imperatore nel 741 e con la sua prima moglie, Tzitzak, ebbe solamente un figlio, il futuro imperatore Leone IV nato il 25 gennaio 750. Nelle cronache Tzitzak non viene più nominata e già l'anno successivo la moglie di Costantino è Maria. Lynda Garland offre come spiegazione la morte di parto di Tzitzak.
Maria sposò Costantino tra il 750 e il 751 e, secondo il Chronographikon syntomon del patriarca Niceforo I, la sua morte avvenne all'incirca nello stesso periodo in cui il suo figliastro Leone IV fu incoronato co-imperatore il 6 giugno 751, e suo marito recuperò Melitene. Le ragioni sono sconosciute.
Maria morì senza figli e Costantino sposò un'altra donna, Eudochia, da cui ne ebbe altri sei.